# Cheiriphotis erythraeus
Cheiriphotis erythraeus is een vlokreeftensoort uit de familie van de Corophiidae. De wetenschappelijke naam van de soort is voor het eerst geldig gepubliceerd in 1969 door Ruffo.